# Sarah Doron
Sarah Doron (hébreu : שרה דורון ; 20 juin 1922 - 3 novembre 2010) est une femme politique israélienne qui est ministre sans portefeuille de juillet 1983 à septembre 1984.

## Biographie
Née à Kaunas en Lituanie, Doron émigre en Palestine mandataire en 1933. Elle fréquente le lycée de Tel Aviv et est ensuite élue au conseil municipal, où elle préside le comité municipal de l'éducation.
Présidente de l'Organisation des femmes libérales, elle est élue à la Knesset en 1977 sur la liste du Likoud. Réélue en 1981, elle est nommée ministre sans portefeuille par Menahem Begin le 5 août 1981. Elle reste membre du cabinet lorsque Yitzhak Shamir forme un nouveau gouvernement en octobre 1983. Lorsqu'elle rejoint le gouvernement Begin en 1983, Doron est la première femme à siéger au cabinet israélien depuis la démission de Shulamit Aloni en 1974.
Bien que Doron ait conservé son siège aux élections de 1984, elle ne fait pas partie du cabinet du gouvernement d'unité nationale. Elle est réélue en 1988, mais perd son siège aux élections de 1992.
Doron est décédée le 2 novembre 2010 à l'âge de 88 ans.